# 多叶蓼
多叶蓼（学名：Polygonum foliosum）为蓼科蓼属下的一个种。

## 扩展阅读
- 維基物種上的相關：多叶蓼